# 1927 у кіно

## Фільми
- Схід: Пісня двох людей
- Звенигора

## Персоналії

### Народилися

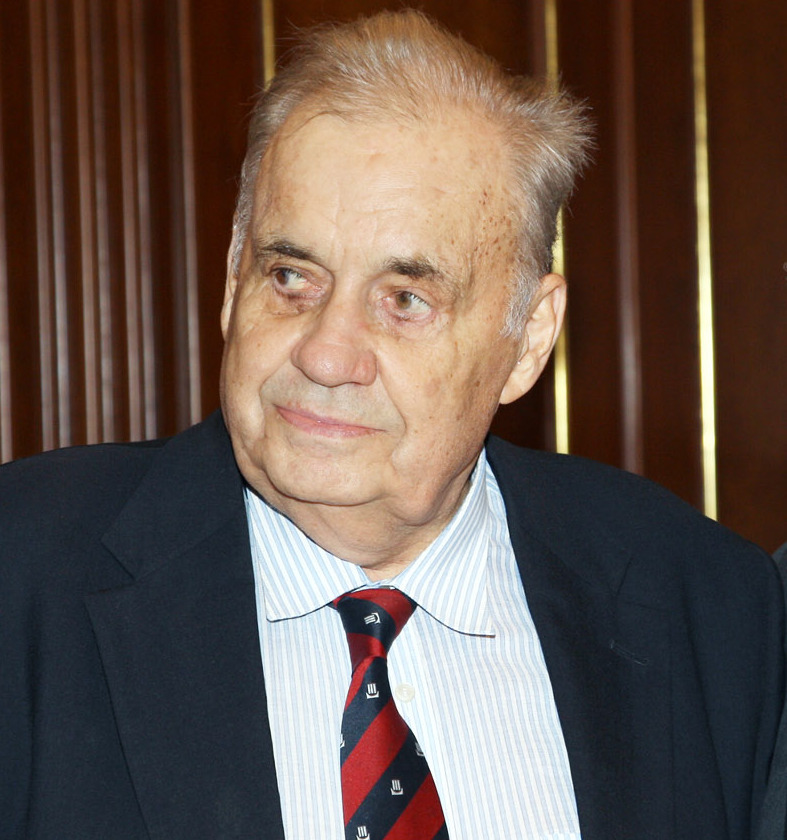
Ельдар Рязанов — один з найвидатніших режисерів в історії радянського кінематографу, який дав «путівку в життя» багатьом молодим акторам та по-новому відкрив акторів вже відомих. Велику популярність принесли такі картини, як «Карнавальна ніч», «Зигзаг удачі», «Неймовірні пригоди італійців у Росії», «Бережись автомобіля», «Іронія долі», «або З легким паром!», «Службовий роман» тощо.

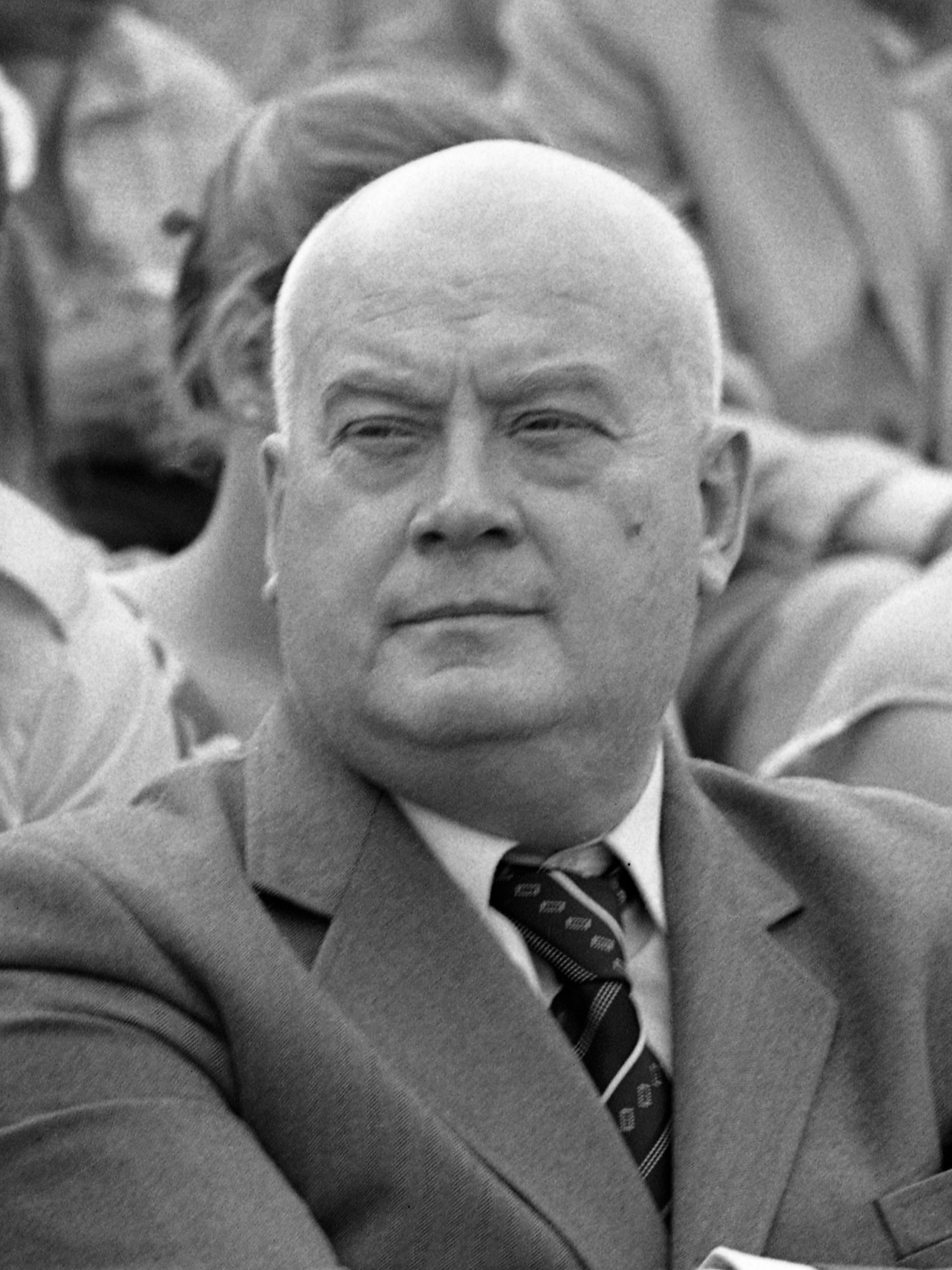
Євген Моргунов — один з найпопулярніших радянських кіноакторів 1960-х років. Велику популярність принесли актору ролі, які він зіграв у комедійних фільмах Леоніда Гайдая: «Пес Барбос і незвичайний крос», «Самогонники», «Операція «И» та інші пригоди Шурика» та «Кавказька полонянка, або нові пригоди Шурика».

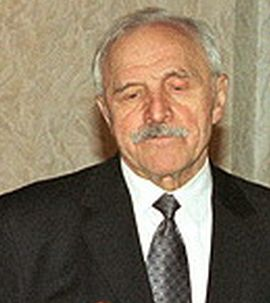
Михайло Ульянов

- 1 січня — Вітольд Пиркош, польський театральний та кіноактор (пом. 2017).
- 20 лютого — Сідні Пуатьє, перший американський темношкірий актор.
- 21 лютого — Поль Пребуа, французький театральний та кіноактор, комік, радіоведучий.
- 16 березня — Жан Раб'є, французький кінооператор.
- 20 квітня — Луспекаєв Павло Борисович, радянський актор театру та кіно.
- 24 квітня — Поляков Лев Олександрович, радянський і російський актор театру і кіно (пом. 2001).
- 26 квітня — Ставицький Борис Петрович, український радянський актор, педагог, професор (пом. 2003).
- 27 квітня — Євген Моргунов, радянський і російський актор театру і кіно, заслужений артист РРФСР.
- 28 квітня — Щуровський Юрій Сергійович, радянський і український композитор, викладач.
- 2 травня — Корєнєв Олексій Олександрович, радянський і російський кінорежисер і сценарист.
- 29 травня — Дмитрієв Ігор Борисович, російський актор.
- 30 травня — Шишков Юрій Миколайович, український художник кіно.
- 6 червня — Джанет Лі, американська акторка.
- 16 червня — Чернооченко Анатолій Васильович, український радянський звукооператор.
- 19 червня — Кунін Володимир Володимирович, російський письменник, сценарист.
- 20 червня — В'ячеслав Котьоночкін, радянський і російський режисер, художник і аніматор.
- 23 червня — Боб Фосс, американський кінорежисер, хореограф, сценарист та актор.
- 26 червня:
  - Володимир Мотиль, радянський і російський режисер театру і кіно, сценарист.
  - Джеррі Шацберґ, американський кінорежисер, фотограф.
- 4 липня — Ніл Саймон, американський драматург та сценарист.
- 9 липня — Сьюзен Кебот, американська акторка кіно, театру та телебачення.
- 22 липня — П'єр Граньє-Дефер, французький кінорежисер і сценарист.
- 14 серпня — Чередніченко Надія Іларіонівна, радянська і російська акторка театру та кіно.
- 22 серпня — Скобцева Ірина Костянтинівна, радянська і російська акторка (пом. 2020).
- 4 вересня — Бернардіно Дзаппоні, італійський кінодраматург і письменник-новеліст (пом. 2000).
- 7 вересня — Борисов Олександр Тимофійович, радянський та російський художник кіно і педагог.
- 8 вересня — Лагутіна Зетта Дмитрівна, радянська, українська художниця-оформлювачка, художниця по костюмах у кіно.
- 12 вересня — Джанна Марія Канале, італійська акторка.
- 16 вересня — Пітер Фальк, американський актор.
- 28 вересня — Алан Бріджес, британський телевізійний і кінорежисер, сценарист.
- 30 вересня — Каюров Юрій Іванович, радянський і російський актор театру і кіно.
- 1 жовтня:
  - Жан Пензер, французький кінооператор.
  - Єфремов Олег Миколайович, радянський і російський актор, режисер.
- 7 жовтня — Куркіна Раїса Семенівна, радянська і російська акторка.
- 9 жовтня — Самборський Ігор Анатолійович, радянський, український кіноактор та кінорежисер.
- 14 жовтня — Роджер Мур, англійський актор (пом. 2017).
- 18 жовтня — Джордж Кемпбелл Скотт, американський актор, режисер та продюсер.
- 25 жовтня — Пархоменко Юрій Васильович, радянський український редактор, сценарист.
- 28 жовтня — Макагонова Роза Іванівна, російська акторка.
- 30 жовтня — Дехтярьова Зінаїда Миколаївна, радянська й українська акторка театру і кіно (пом. 2004).
- 18 листопада — Ельдар Рязанов, радянський і російський кінорежисер, народний артист СРСР (1984).
- 19 листопада — Панаєва Муза Миколаївна, радянська й українська художниця кіно (по костюмах та художниця-постановниця).
- 20 листопада — Михайло Ульянов, радянський і російський актор театру і кіно, народний артист СРСР, Герой Соціалістичної Праці.
- 21 листопада:
  - Тамара Носова, радянська і російська акторка театру і кіно, народна артистка РФ.
  - Шарий Микола Андрійович, радянський, український звукооператор.
- 22 листопада — Владимирова Валентина Харлампіївна, радянська і російська акторка театру та кіно.
- 23 листопада — Адоскін Анатолій Михайлович, радянський і російський актор театру і кіно.
- 6 грудня — Наумов Володимир Наумович, радянський і російський кінорежисер, сценарист, актор, продюсер, педагог.
- 7 грудня — Серджо Корбуччі, італійський кінорежисер і сценарист.
- 11 грудня — Семенцова Надія Мефодіївна, радянська і російська кіноакторка (пом. 2001)
- 13 грудня — Леонід Марков, радянський і російський актор театру і кіно.
- 15 грудня — Лієпіньш Харій, латвійський актор (пом. 1998).
- 19 грудня — Шутько Микола Олексійович, український актор (пом. 2010).
- 26 грудня — Хірата Акіхіко, японський актор.
- 28 грудня — Каравайчук Олег Миколайович, радянський і російський піаніст, музикант-імпровізатор, композитор, автор музики до багатьох кінофільмів і спектаклів.
- 31 грудня — Єва Рутткаї, угорська акторка.

### Померли
- 5 вересня — Маркус Лоу, американський бізнес-магнат і піонер кіноіндустрії, творець корпорації Metro-Goldwyn-Mayer.